# Oedipoda ledereri
Oedipoda ledereri är en insektsart som beskrevs av Henri Saussure 1888. Oedipoda ledereri ingår i släktet Oedipoda och familjen gräshoppor. Inga underarter finns listade i Catalogue of Life.